# Tallink
Tallink er et estisk rederi, der i øjeblikket opererer en række større cruise og ropaxfærger fra og til Estland, Finland, Sverige, Letland og Tyskland. De ejer også Silja Line og en del af SeaRail.

## Historie

### Baggrund
Virksomhedens historie kan spores tilbage til 1965, da det sovjetiskbaserede selskab Estonian Shipping Company (ESCO) startede passagertrafik mellem Helsinki og Tallinn med MS Vanemuine. Regelmæssig trafik året rundt startede i 1968 med MS Tallinn, der sejlede på ruten, indtil hun blev erstattet af den nye MS Georg Ots i 1980.

### 1989–1992
I maj 1989 dannede ESCO et nyt datterselskab, Laevandusühisettevõte Tallink sammen med det finske selskab Palkkiyhtymä Oy. I december samme år købt ESCO og Palkkiyhtymä færgen MS Scandinavian Sky fra amerikansk SeaEscape, og skibet begyndte på Helsinki-Tallinn ruten i januar 1990 som MS Tallink. Senere samme kom fragtskibet MS Transestonia til på Helsinki-Tallinn ruten og Tallink blev etableret som navnet på den videreførende virksomhed. Samtidig drev ESCO Georg Ots på samme rute, hvilket betød de hovedsagelig konkurrerede med deres eget datterselskab. Denne konflikt blev løst i september 1991, da Georg Ots blev chartret til Tallink. I begyndelsen af 90'erne steg passagertallene på Helsinki-Tallinn ruten, og i løbet af vinteren mellem 1992 og 1995 chartrede Tallink MS Saint Patrick II fra det irske rederi Irish ferries for at øge kapaciteten på ruten. 

### 1993–2000
Tallink blev et fuldt estisk-ejet selskab i 1993, hvor Palkkiyhtymä solgte sine aktier i både Tallink virksomheden og MS Tallink til ESCO. På dette tidspunkt etablerede andre selskaber sig på den lukrative Helsinki-Tallinn rute, herunder det estiske New Line , der var ejet af  det Tallinn-baserede selskab Inreko. ESCO og Inreko så ikke nogen mening i at konkurrere med hinanden og i januar 1994 blev Tallink og Inreko Laeva AS slået sammen til AS Eminre. Tallink forblev det markedsførte navn for selskabets flåde. Senere samme år købte Inreko MS Nord Estonia fra EstLine (et datterselskab af ESCO og det svenske Nordström & Thulin AB), omdøbte hende til MS Vana Tallinn og indsatte hende på Helsinki-Tallinn ruten for Tallink. Inreko medbragte også to hurtigfærger (hydrofoils), HS Liisa og HS Laura, der startede med at sejle under Tallink Express mærket. I 1994 forsøgte Tallink også at starte en rute fra Estland til Tyskland med to chartrede færger MS Balanga Queen og MS Ambassador II, der var placeret på ruten Helsinki-Tallinn-Travemünde. 
I september 1994 var AS Eminre's operationer opdelt i to selskaber, en der tog sig af trafikken til Tyskland (som hurtigt blev lukket ned) og AS Hansatee som stod for Helsinki-Tallinn trafikken i Tallink navn. ESCO var klart den dominerende partner i Hansatee med en kontrol på 45 % af aktierne, imens Inreko kun ejede 12,75 % af aktierne (de resterende 42,25 % tilhørte Eesti Ühispank, Estland). I 1995 bragte Hansatee den første store færge ind i Helsinki-Tallinn trafikken, da de chartrede MS Mare Balticum fra EstLine og omdøbt hende til MS Meloodia. Efter forskellige tvister mellem ESCO og Inreko (især omkring den chartret pris på Vana Tallinn), solgte Inreko deres andel af AS Hansatee til ESCO i december 1996. Samtidig solgte Inreko Tallink Express hydrofoils til Linda Line, Estland, og er begyndt deres egen drift af Vana Tallinn på Helsinki-Tallinn ruten under navnet TH Ferries. 
I 1997 blev en ny stor færge inkluderet i Tallink trafikken, da selskabet chartrede MS Normandiet fra Stena Line for at erstatte de tabte hydrofoils. Hansatee købte et i maj 1997, som blev kaldt MS Tallink Express. På dette tidspunkt var man klar over at de krævede to store færger for at køre ruten imellem Helsinki og Tallinn ordentligt og da Normandiet's charter sluttede i december 1997 købte Tallink færgen MS Lion King fra Stena Line, der indtrådte i trafikken i februar 1998 som MS Fantaasia. I juli samme år købte Tallink fragtskibet MS Kapella som skulle bruges på ruten imellem Paldiski til Kappelskär Tallink's første rute til Sverige. I oktober blev den oprindelige MS Tallink, skiftet ud da den ikke længere efterkom de moderne sikkerhedskrav. To måneder senere købte Hansatee deres første hurtigfærge som kunne have biler med og den kaldte de HSC Tallink AutoExpress. 

### 2000–2006
Inden år 2000 var ESCO blevet eneejer af EstLine, og i december 2000 blev EstLines to færger MS Regina Baltica og MS Baltic Kristina chartret til Hansatee, og linjen mellem Tallinn og Stockholm begyndte at blive markedsført som en del af Tallink. Et par måneder tidligere, i August 2000 havde Hansatee bestilt deres første nybyggede skibe fra det finske Aker Finnyards. I juni 2001 købte Tallink HSC Tallink AutoExpress 2, imens EstLine næste måned blev erklæret konkurs. 
I 2002 ændrede AS Hansatee deres navn til AS Tallink Grupp, og i maj samme år fik selskabet leveret den helt nye 2500-passager cruisefærge MS Romantika, der blev sat på Helsinki-Tallinn ruten. I november samme år blev den klassiske Georg Ots solgt til den russiske regering. I 2004 sluttede tre nye skibe sig til Tallink's flåde, HSC Tallink AutoExpress 3 og HSC Tallink AutoExpress 4 samt Romantika's søsterskib MS Victoria I, der blev sat på Tallinn-Stockholm ruten, og erstatter MS Fantaasia, som igen startet en ny rute fra Helsinki til St. Petersborg via Tallinn. Denne rute viste sig desværre uprofitable, og blev afsluttet igen i januar 2005. Senere i 2005 bestilte Tallink et søsterskib til som senere fik navnet MS Galaxy og en hurtig ropax færge fra Aker Finnyards samt anden ropax færge fra Fincantieri værftet i Italien. Den 9. december 2005, blev Tallink noteret på Tallinn Stock Exchanges.

### 2006-nuværende
I 2006 købte Tallink østersødriften af Superfast Ferries fra Attika Group og åbnede en rute mellem Riga og Stockholm med MS Fantaasia, som indenfor en måned blev erstattes af MS Regina Baltica, da man fik levering af færgen Galaxy, som afløste Romantika på Tallinn-Helsinki ruten. Romantika blev overført til Tallinn-Stockholm trafikken. Et par måneder senere købte Tallink rivalen Silja Line fra Sea Containers Ltd.. I oktober samme år udtrykte selskabet interesse i at drive færgerne imellem Gotland og det svenske fastland for perioden mellem 2009 og 2015. 
Fra begyndelsen af 2007 blev de tidligere Superfast færger drevet under Tallink varemærket og deres rute ændres til Tallinn-Helsinki-Rostock. Samtidig blev MS Meloodia chartret til Balearias i Spanien i ti måneder. I april samme år bestilte selskabet den tredje Galaxy-klassen cruisefærge fra Aker Yards. I november rapporterede Tallink at Meloodia ville blive solgt til et ikke-navngivet Singapore-baserede selskab med levering i december samme år. 
I december 2009 blev det rapporteret, at selskabet kæmpede for at betale sin gæld, der var ekspanderet til 1,1 milliarder euro. Regnskabsåret, der afsluttedes i august resulterede i et driftsunderskud, og selskabet skulle genforhandle indfrielse forpligtelser for årene 2009-2011 med sine banker. Bankerne tog en mere kontrollerende rolle i selskabet, så det ikke længere kunne betale sig at foretage investeringer eller indgå nye kontrakter uden godkendelse fra kreditorerne. Dette satte farten op i gældstilbagebetalingerne. Selskabet leder også efter muligheder for at sælge eller leje nogle af deres mange skibe ud. Det meste af gælden er kommet efter erhvervelsen af Silja Line for 470 millioner euro og Superfast Ferries for 310 millioner. I november 2009 rapporterede selskabet om en midlertidig tilbagetrækning af de to Superfast færger på Tyskland til Finland ruten. Fra januar 2010 er begge skibe i havnen i Tallinn. Det er uklart, om ruten vil blive genåbnet. 

## Kontroverser

### Ignorerede mand over bord
I april 2006 blev det rapporteret at en passager var faldet over bord på Tallink færgen MS Regina Baltica fra Tallinn til Stockholm. På trods af flere rapporter fra andre passager nægtede besætningen at stoppe skibet for at søge efter passageren og dette kostede en 21-årige estisk mand livet. Tallink accepterede senere intet ansvar for ulykken og understregede også at ingen rent faktisk have set manden falde over bord eller i vandet. 

### Medarbejdermisbrug
I oktober 2006 afholdt bestyrelsen for Tallink et møde om bord på deres skib MS Silja Symphony. I løbet af natten kom mødet efter sigende ude af kontrol og skabte både nyhedsoverskrifter i Sverige, Estland og Finland. Medierne hævdede, at bestyrelsesmedlemmer overfaldt personalet og misbrugte dem verbalt samt truede med at fyre hele besætningen, da personalet forsøgte at berolige dem.

## Overfarter

### Linien Helsinki—Tallinn
- MS Megastar
- MS Star
- MS Silja Europa

### Linien Helsinki/Turku-Mariehamn-Stockholm
- MS Baltic Princess

### Linien Tallinn—Mariehamn—Stockholm
- MS Baltic Queen
- MS Victoria I

### Linien Paldiski—Kapellskär
- MS Regal Star
- MS Sailor

### Linien Riga—Stockholm
- MS Romantika
- MS Isabelle

### Linien Vuosaari—Muuga
- MS Sea Wind